# Mdzihé
Mdzihé är ett berg i Komorerna.   Det ligger i distriktet Anjouan, i den centrala delen av landet, 140 km öster om huvudstaden Moroni. Toppen på Mdzihé är 499 meter över havet. Mdzihé ligger på ön Anjouan.
Terrängen runt Mdzihé är huvudsakligen kuperad, men åt sydväst är den bergig. Havet är nära Mdzihé åt nordost.  Närmaste större samhälle är Moutsamoudou, 7,9 km väster om Mdzihé. 